# Буенос-Айрес-Мару
Буенос-Айрес-Мару — транспортне судно, яке під час Другої світової війни взяло участь у операціях японських збройних сил на Тихому океані.

## Передвоєнна історія
Буенос-Айрес-Мару спорудили у 1929 році на верфі Mitsubishi Zosen у Нагасакі на замовлення компанії Osaka Shosen.
Судно могло прийняти 1138 пасажирів — 2 першого класу, 60 другого класу та 1076 третього класу. Власник поставив Буенос-Айрес-Мару на лінію до Південної Америки, зокрема, одним з головних його завдань було перевезення емігрантів до Бразилії, у порт Сантос.
До літа 1941-го Буенос-Айрес-Мару здійснило численні рейси, зокрема відвідало порти Гонконг, Сайгон (наразі Хошимін у В'єтнамі), Сінгапур, Коломбо, Дурбан, Кейптаун, Ріо-де-Жанейро, Пернамбуко, Монтевідео, Буенос-Айрес, Кюрасао, Бальбоа, Лос-Анджелес.
У листопаді 1941-го судно реквізували для потреб Імперської армії Японії.

## Рейси як військовий транспорт
З грудня 1941-го по вересень 1942-го Буенос-Айрес-Мару відвідало японські порти Уджина, Моджі, Осака, побувало в китайських Циндао, Дайрені (Далянь у Маньчжурії), Шанхаї, корейському Пусані, Кіруні та Такао (наразі Цзілун та Гаосюн на Тайвані), Мако (важлива база японського ВМФ на Пескадорських островах у південній частині Тайванської протоки), в затоці Лінгайєн (філіппінський острів Лусон), Давао (інший філіппінський острів Мінданао), Манілі, Сінгапурі.
У жовтні — листопаді 1942-го Буенос-Айрес-Мару переобладнали в госпітальне судно.

## Рейси як госпітальне судно
З грудня 1942-го по березень 1943-го судно здійснило кілька рейсів з Японії до Сінгапуру та назад, зупиняючись по дорозі в Гонконзі, Такао, Кіруні.
У квітні 1943-го Буенос-Айрес-Мару знову прибуло до Сінгапуру, а на зворотному шляху відвідало Сайгон та Гонконг. 25 квітня за пів сотні кілометрів на схід від Гонконгу підводний човен Runner поцілив у судно торпедою, поранення зазнали сім осіб. За твердженням командира Runner, Буенос-Айрес-Мару прямувало у супроводі ескорту та рухалось протичовновим зигзагом, що робило його легальною військовою ціллю. З 26 квітня по 5 травня судно пройшло певний ремонт у Гонконзі, після чого вирушило до Японії та 11 травня прибуло до порту Уджина.
До кінця червня Буенос-Айрес-Мару здійснило два короткі кругові рейси між Японією та Кіруном, а з 8 липня по 4 серпня здійснило новий рейс до Сінгапуру, зайшовши на зворотньому шляху до Сайгону, Гонконгу, Амою (наразі Сямень у провінції Фуцзянь) та Кіруну.

## Рейси до архіпелага Бісмарка
У серпні 1943-го судно вийшло з порту Саєкі та попрямувало до Рабаула — головної передової бази японців у архіпелазі Бісмарка, з якої провадились операції на Соломонових островах та сході Нової Гвінеї. 17 серпня дещо більше ніж за сотню кілометрів на північний схід від островів Адміралтейства Буенос-Айрес-Мару безрезультатно атакував літак союзників, а 18 серпня судно досягнуло пункту призначення. Вже наступного дня воно вийшло у зворотній рейс, 29—30 серпня відвідало Манілу та 5 вересня досягнуло Японії.
10 вересня Буенос-Айрес-Мару вийшло з порту Уджина у другий похід до Рабаула, якого досягнуло 20 вересня. Цього разу воно перебувало тут близько трьох тижнів, допоки 11—21 жовтня не здійснило зворотній рейс до Уджини.
У середині листопада Буенос-Айрес-Мару втретє попрямувало до архіпелагу Бісмарка та 22 листопада досягнуло Рабаула. 26 листопада воно рушило звідси на Палау, маючи на борту понад 1100 поранених та хворих військовослужбовців. Вранці 27 листопада Буенос-Айрес-Мару перебувало в протоці Штефен (між островами Нова Ірландія та Новий Ганновер), де його атакував літак B-24 «Ліберейтор». Бомба пошкодила машинне відділення, у корпус почала надходити вода. Невдовзі судно затонуло, а вцілілі перейшли на рятувальні човни, після чого літак обстріляв їх з кулемета. У підсумку прибулі на місце інциденту мисливці за підводними човнами врятували понад 1 тисячу осіб, але 158 поранених та членів медичного персоналу загинуло.